# Thích Trí Thiền
Sư Trí Thiền (1882-1943), hay Hòa thượng Thích Trí Thiền, là một tu sĩ Phật giáo, nhà hoạt động cách mạng dân tộc Việt Nam. Sư được Nhà nước Việt Nam truy nhận liệt sĩ năm 1996.

## Thân thế và sự nghiệp
Sư thế danh là Nguyễn Văn Đồng, sinh năm 1882 tại làng Vĩnh Thanh Vân, huyện Châu Thành, tỉnh Rạch Giá. Năm 30 tuổi, Sư xuất gia tu học với Hòa thượng Vĩnh Thùy tại chùa Hòn Quéo (huyện Hòn Đất).
Năm 1913, Sư được Phật tử địa phương cung thỉnh về trụ trì chùa Tam Bảo. Năm 1915, Sư cho đại trùng tu lại ngôi chùa với lối kiến trúc còn được lưu lại đến ngày nay. Do đức hạnh của mình, Sư được dân quanh vùng gọi bằng tôn hiệu ông Đạo Đồng để tỏ lòng kính trọng.
Đầu thập niên 1930, Sư tham gia phong trào Chấn hưng Phật giáo Nam kỳ và trở thành một cố vấn có tên tuổi trong giới Phật giáo thời bấy giờ. Chính trong thời gian này, Sư hội ngộ và trở thành đồng chí của một thiền sư trẻ: Sư Thiện Chiếu.
Năm 1936, Sư cùng sư Thiện Chiếu thành lập Hội Phật học kiêm tế và chùa Tam Bảo được sử dụng làm trụ sở và cũng là tòa soạn của tạp chí Tiến Hóa. Hội Phật học kiêm tế chủ trương mở Cô nhi viện, lớp học bình dân, phòng thuốc miễn phí, cứu trợ nạn nhân thiên tai… Sư được suy tôn giữ chức Chánh tổng lý của Hội.
Từ năm 1940, Sư đồng ý cho Sư Thiện Chiếu, Sư Thiện Ân sử dụng chùa Tam Bảo như địa điểm liên lạc và là nơi cất giấu vũ khí tự tạo cùng tài liệu, truyền đơn chuẩn bị cho Khởi nghĩa Nam kỳ. Tháng 6 năm 1941, do bị chỉ điểm, Sư cùng với sư Thiện Ân và một số đồng chí bị bắt. Tại chùa, mật thám Pháp thu được một số tài liệu in ấn và bom tự tạo. Trong quá trình thẩm vấn tại chỗ thì một quả bom phát nổ làm bị thương nhiều người.
Sư, sư Thiện Ân và các đồng chí bị giải lên Sài Gòn, đưa ra tòa xét xử. Sư Thiện Ân nhận hết tội danh về mình và cùng các đồng chí là Phan Văn Bảy và Lưu Nhơn Sâm bị kết án tử hình, còn Sư bị án 5 năm biệt xứ lưu đày Côn Đảo.
Tại Côn Đảo, Sư bị giam trong phòng cấm cố, nhiều lần thực hiện tuyệt thực đến kiệt sức để phản đối chế độ lao tù hà khắc. Ngày 26 tháng 6 năm 1943, Sư viên tịch, hưởng thọ 61 tuổi đời, 30 tuổi hạ.

## Vinh danh
Sau khi Hoà thượng Trí Thiền và sư Thiện Ân bị bắt, chùa Tam Bảo bị đóng cửa, không ai được lui tới. Sau Cách mạng tháng 8, chùa mới được mở cửa lại. Tăng tín đồ Phật tử và nhân dân tổ chức một lễ cầu siêu lớn tại chùa để cầu nguyện cho Hòa thượng Trí Thiền, sư Thiện Ân và các đồng chí đã chết vì đạo pháp và dân tộc.
Năm 1996, Hoà thượng được Nhà nước Việt Nam truy nhận liệt sĩ cùng với đồng chí mình là sư Thiện Ân.